# Stier van Kreta

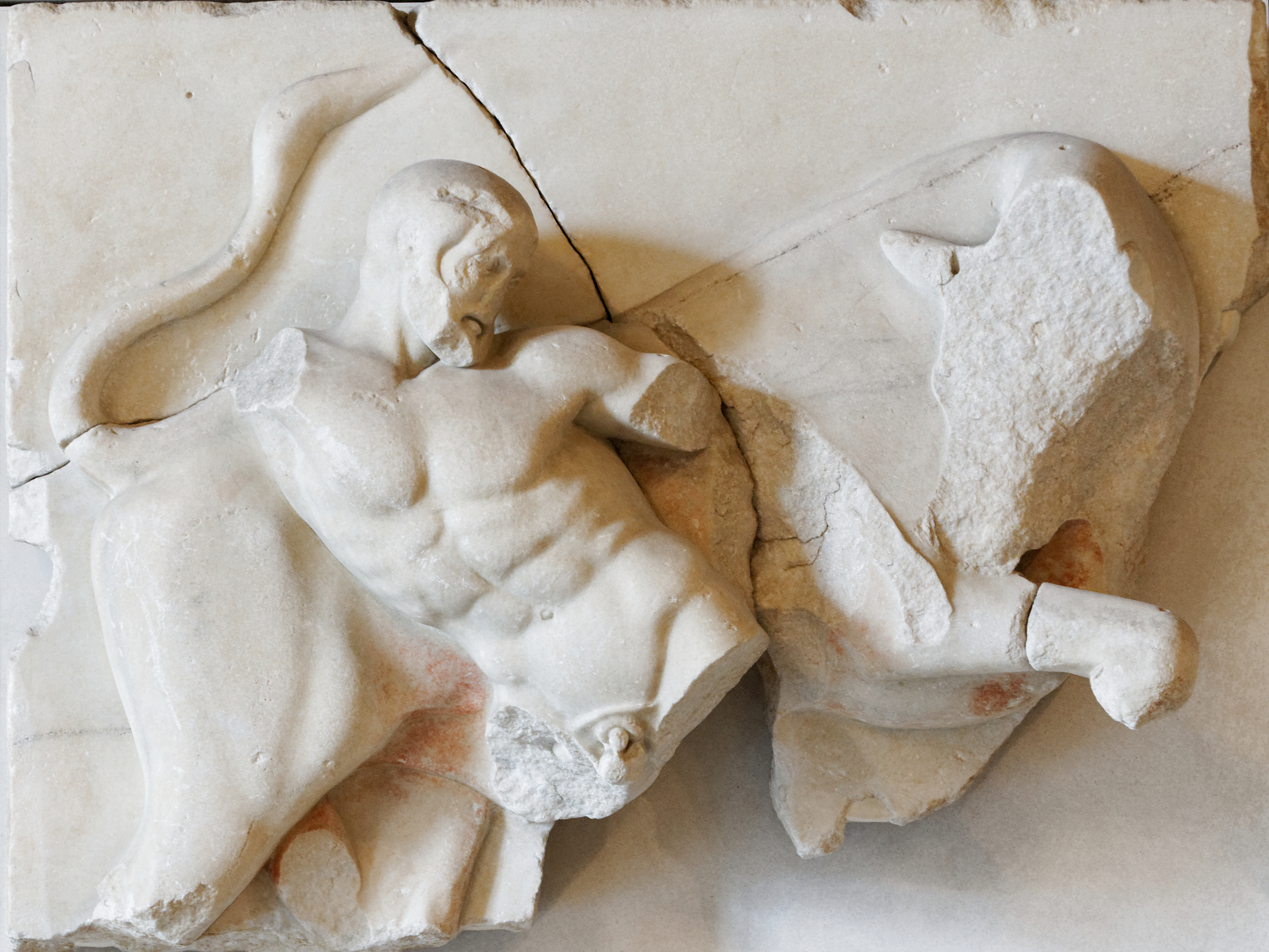
Metope van de tempel van Zeus in Olympia (thans in het Louvre): Herakles en de stier van Kreta

De stier van Kreta, ook wel de Kretenzische stier, is in de Griekse mythologie een stier die op Kreta leefde. Pseudo-Apollodoros stelt dat volgens Akousilaos het om de stier gaat die Europa had geroofd, maar dat het volgens anderen gaat om de stier die Poseidon vanuit zee aan koning Minos had gegeven. Minos had beloofd deze aan Poseidon te offeren, maar dit had hij geweigerd toen hij zag hoe mooi de stier was. Daarom had Poseidon de stier krankzinnig gemaakt. Volgens Hyginus was dit de stier waarmee Pasiphaë, de vrouw van Minos, gemeenschap had gehad. Poseidon had namelijk als straf voor Minos ervoor gezorgd dat Pasiphaë verliefd was geworden op de stier. Zij liet daarom door Daidalos een levensechte holle koe maken, waarin zij zelf zich liet opsluiten. Zo had zij gemeenschap met de stier, werd ze zwanger van hem en baarde ze de Minotauros.

## Herakles en de stier
Als zevende van zijn twaalf werken moest de held Herakles de stier levend vangen en naar Eurystheus brengen. Nadat hij dit gedaan had, werd de stier losgelaten en kwam deze na enige omzwervingen in Marathon terecht, waar hij de plaatselijke bevolking lastigviel. Daar werd hij vervolgens door de held Theseus gevangen en in Athene aan de god Apollo geofferd.

## Achtergrond
Uit archeologische opgravingen is gebleken dat tijdens de Minoïsche beschaving stieren op Kreta een belangrijke rol hadden in godsdienstige rituelen. Mogelijk houdt dit verband met de verschillende Griekse mythologische verhalen rond stieren op Kreta.
Nemeïsche leeuw · 
Hydra van Lerna · 
Hinde van Keryneia · 
Erymanthisch zwijn · 
Stallen van Augias · 
Stymphalische vogels · 
Stier van Kreta · 
Vleesetende paarden van Diomedes · 
Gordel van Hippolyte · 
Kudde van Geryones · 
Gouden appels van de Hesperiden · 
Kerberos